# Barbara Brylska
Barbara Brylska, née le 5 juin 1941 à Skotniki, Ozorków Gouvernement général de Pologne, est une actrice de cinéma et de télévision polonaise, soviétique et russe. La presse nationale la compare parfois à Brigitte Bardot.

## Biographie
Brylska fait ses études à l'École nationale de cinéma de Łódź. En 1967, elle est diplômée de l'Académie de théâtre Alexandre Zelwerowicz de Varsovie.
Après une petite apparition dans Kalosze szczęścia d'Antoni Bohdziewicz en 1958, elle tient son premier vrai rôle sur grand écran en 1963, dans Ich dzień powszedni d'Aleksander Ścibor-Rylski. Elle enchaîne l'année suivante avec Późne popołudnie du même réalisateur.
En 1965, elle incarne Kama, la prêtresse phénicienne, concubine de Ramsès, dans Le Pharaon, la fresque monumentale de Jerzy Kawalerowicz, qui la propulse au rang d'actrices polonaises considérées comme les plus belles et les plus intéressantes.
La grande popularité de Brylska est confirmée quatre ans plus tard, quand elle apparait sous les traits de Krysia Drohojowska, la brune romantique dans le film de Jerzy Hoffman Pan Wołodyjowski (1969) tiré du roman éponyme de Henryk Sienkiewicz. L'histoire sera également adaptée à la télévision dans la série de treize épisodes Przygody pana Michała, qui donnera l'occasion à Brylska de renouer avec le personnage de Krysia.
En 1975, Eldar Riazanov lui confie le rôle principal dans le film devenu culte en URSS, L'Ironie du sort où ses chansons seront doublées par Alla Pougatcheva. Sa performance lui apporte le prix d'État de l'URSS et le titre d'artiste du Peuple de la RSFSR. Ainsi rendue célèbre en URSS, elle fera partie du jury du Festival international du film de Moscou 1977. Brylska apparait également dans les productions bulgares et tchécoslovaques.
Décoré de la Croix du Mérite en 1975, l'artiste est faite chevalier de l'Ordre Polonia Restituta en 1985.
En 2012, elle est nommée pour le prix des lecteurs Złota Kaczka [Canard d'or] du mensuel Film.

## Filmographie

### Cinéma
- 1958 : Kalosze szczescia de Antoni Bohdziewicz
- 1963 : Ich dzien powszedni : Grazyna's Sister
- 1963 : Yokmok
- 1965 : Późne popołudnie de Aleksander Ścibor-Rylski : nageuse Jeżykówna
- 1966 : Bumerang
- 1966 : Le Pharaon : Kama - Priestess of Astharte (en tant que Barbara Bryl)
- 1966 : Potem nastapi cisza : Ewa
- 1968 : Mord am Montag : Hanna Stern
- 1968 : Trail of the Falcon : Catherine Emmerson
- 1969 : Colonel Wolodyjowski : Krzysia Drohojowska
- 1969 : Les Loups blancs : Catherine Emerson
- 1969 : Zbrodniarz, który ukradl zbrodnie : Ewa Salm
- 1970 : Album polski : Maria / Anna
- 1970 : Pogon za Adamem : Wanda
- 1971 : Libération de Youri Ozerov : Helena
- 1972 : Anatomia milosci : Ewa
- 1974 : Godzina za godzina : Basia
- 1974 : Goroda i gody
- 1975 : L'Ironie du sort de Eldar Riazanov : Nadia Cheveleva
- 1977 : Koncert pre pozostalých : Alice
- 1978 : Romans Teresy Hennert : Teresa Hennert
- 1978 : Tichý American v Praze : Milena
- 1979 : Sto koni do stu brzegów : Krystyna
- 1980 : Wsciekly : Golewiczowa
- 1985 : Skalpel, prosím : Med. assistant
- 1986 : W cieniu nienawisci
- 1987 : Miedzy ustami a brzegiem pucharu : Mielzynska
- 1987 : Misja specjalna : Pharmacist Grazynka
- 1988 : Chas polnoluniya : Zakonnica
- 1991 : Au! Ograblenie poezda
- 1993 : Lepiej byc piekna i bogata : Présentatriceess at the Party
- 1995 : Polska smierc : Psychiatrist
- 1996 : Wirus
- 2001 : Daun Haus : Elizaveta Prokofievna Yepanchina
- 2001 : La symphonie du silence : Eva (en tant que Barbara Brilska)
- 2003 : Casus belli
- 2007 : Jasne blekitne okna : Nina
- 2007 : L'Ironie du sort. Suite de Timur Bekmambetov : Nadia Cheveleva
- 2008 : L'amiral : Nyanya malenkogo Kolchaka (non créditée)
- 2009 : Milosc na wybiegu : Marta

### Télévision

#### Séries télévisées
- 1968 : Stawka wieksza niz zycie : Inga
- 1969 : Przygody Pana Michala : Krzysia Drohojowska / Krystyna Drohojowska
- 1975 : Dyrektorzy : Elzbieta
- 1975 : Ironiya sudby, ili S legkim parom! : Nadya
- 1976-1987 : 07 zglos sie : Zofia Gambetti / Ewa
- 1978 : Umiray samo v kraen sluchay : Linda (en tant que Barbara Brilska)
- 1980 : Archiv des Todes : Hanka
- 1980 : Kariera Nikodema Dyzmy : Evita
- 1982 : Hotel Polan und seine Gäste : Comtess Antoinette Ziemlinska (voix)
- 1982 : Rächer, Retter und Rapiere : Sybilla
- 1984 : 1944
- 1985 : Republika Ostrowska
- 1987 : Ballada o Januszku : Teacher
- 1989 : Gdansk '39 : Burchardtowa
- 1989 : Rzeka klamstwa : Actress
- 1999 : Ekstradycja 3 : Osowski's Wife
- 2000-2002 : Na dobre i na zle : Barbara Burska
- 2002 : Samo zycie : Celina Zmuda (2005-)
- 2009 : Niania : Agata

#### Téléfilms
- 1971 : Pygmalion XII : Erika Bongert
- 1972 : Wiktoryna czyli czy Pan pochodzi z Beauvais? : Wiktoryna
- 1973 : Scheidungsprozeß : Hanka
- 1974 : Visa für Ocantros : Jagoda
- 1986 : Kurs na lewo : Sylwia's mother
- 1989 : Vera - Der schwere Weg der Erkenntnis : Martha Drews
- 1993 : Tylko strach
- 1994 : Wynajme pokój : Olek's Mother
- 2000 : Dalej niz na wakacje : Grandma